# Dywizja Jana Henryka Dąbrowskiego

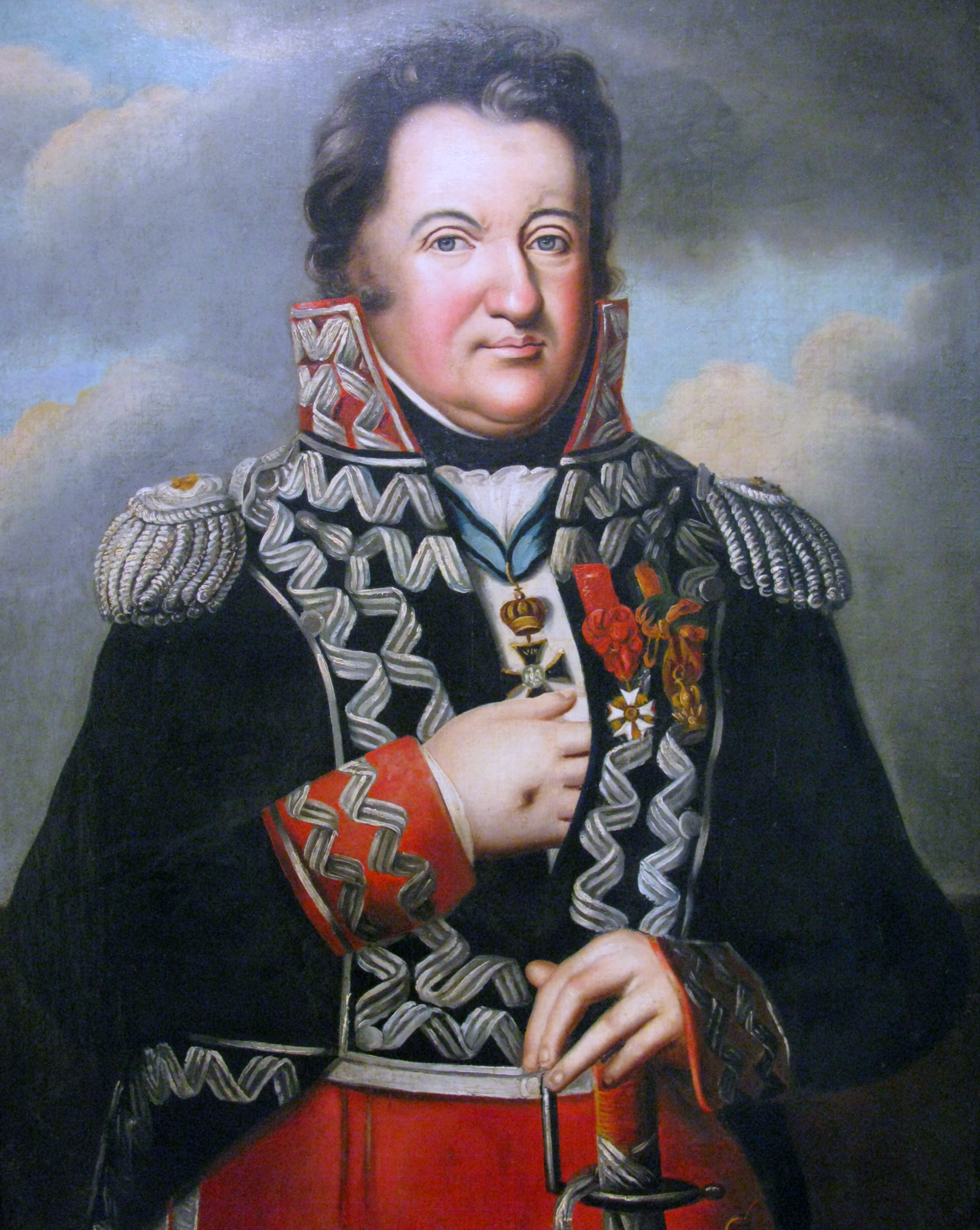
Jan Henryk Dąbrowski

Dywizja Jana Henryka Dąbrowskiego – jedna z formacji zbrojnych okresu insurekcji kościuszkowskiej.

## Formowanie i walki dywizji
Dywizja sformowana została 6 – 8 września 1794 z przeznaczeniem do walk na terenie Wielkopolski. Wzmocniona została brygadą Antoniego Madalińskiego.
13 – 17 września sforsowała dolną Bzurę i przeszła pod Gniezno łącząc się z powstańcami wielkopolskimi, stoczyła bitwę pod Łabiszynem z pułkownikiem pruskim Szekulim, zdobyła Bydgoszcz i uderzyła na Toruń. Następnie przez Kujawy, 23 października powróciła na prawy brzeg Bzury. Do połowy listopada zachowała zdolność bojową. Ostatecznie rozeszła się 17 listopada pod Radoszycami.

## Dowódcy
- gen. Jan Henryk Dąbrowski

## Skład dywizji 16 września 1794
- Sztab
- Inżynierowie
- Artyleria
- Strzelcy Sokolnickiego
- 1 Wielkopolska Brygada Kawalerii Narodowej Madalińskiego
- 2 Małopolska Brygada Kawalerii Narodowej Rzewuskiego
- 7 Brygada Kawalerii Narodowej Dąbrowskiego
- batalion 1 regimentu
- 4 regiment pieszy
- 13 regiment pieszy

Razem: 3100 żołnierzy; 8 dział 6 funtowych, 8 dział 3 funtowych